# 春の猟犬
『春の猟犬』（はるのりょうけん、The Hounds of Spring）は、1980年にアメリカの作曲家アルフレッド・リードによって書かれた、吹奏楽のための演奏会用序曲。

## 作曲の経緯
リードは、ヴィクトリア朝時代のイギリスの詩人アルジャーノン・チャールズ・スウィンバーンが古代ギリシア悲劇を現代英語により再創造した詩『キャリドンのアタランタ』（Atalanta in Calydon）に霊感を受け作曲した。リードは、溌剌とした若さと無邪気で優しい愛という詩の二つの要素を捕らえることを望んだ。
『春の猟犬』は、カナダのオンタリオ州ウィンザーにあるジョン・L・フォースター・セカンダリースクール・コンサートバンドと、その指揮者ジェラルド・A・N・ブラウンから委嘱され、献呈された。世界初演は、作曲家自身による手で1980年5月8日にウィンザーで行われた。
第1主題はベートーヴェンのヴァイオリンソナタ第5番「春」の第3楽章スケルツォの主部を思わせるものとなっている。

## 楽器編成
以下はパート数であり、必ずしも実際の演奏人数とは一致しない。
| 木管 | 木管                         | 金管  | 金管     | 弦・打 | 弦・打                                                            |
| ---- | ---------------------------- | ----- | -------- | ------ | ----------------------------------------------------------------- |
| Fl.  | 2, Picc. （3rd Fl.持ち替え） | Crnt. | 2, Tp. 3 | Cb.    | 1                                                                 |
| Ob.  | 2, C.A.                      | Hr.   | 4        | Timp.  | 1                                                                 |
| Fg.  | 2, Cfg. （オプション）       | Tbn.  | 3        | 他     | I: B.D., S.D. II: Pair of Cymbals., Tri. III: Vib., Xylo., Bells. |
| Cl.  | 3, E♭, Alto, Bass, C-Bass    | Bar.  | 1        | 他     | I: B.D., S.D. II: Pair of Cymbals., Tri. III: Vib., Xylo., Bells. |
| Sax. | Alt. 2 Ten. 1 Bar. 1         | Tub.  | 1        | 他     | I: B.D., S.D. II: Pair of Cymbals., Tri. III: Vib., Xylo., Bells. |